# Andrei Seiz
Andrei Sergejewitsch Seiz, auch Andrey Zeits, (russisch Андрей Сергеевич Зейц, * 14. Dezember 1986 in Pawlodar, Kasachische SSR, Sowjetunion) ist ein ehemaliger kasachischer Radrennfahrer.

## Sportliche Laufbahn
Andrei Seiz gewann 2006 eine Etappe beim Giro della Valle d’Aosta. Bei den Straßen-Radweltmeisterschaften in Salzburg belegte er in der U23-Klasse den 35. Platz im Zeitfahren und den 36. Platz im Straßenrennen. Bei den Weltmeisterschaften in Stuttgart wurde er Zehnter im U23-Straßenrennen. Seit der Saison 2008 fuhr er für das ProTeam Astana.
2013 gewann Seiz mit der Astana-Mannschaft das Teamzeitfahren der Vuelta a España, 2015 eine Etappe der Tour of Hainan. Bei den Olympischen Spielen 2016 in Rio de Janeiro belegte er im Straßenrennen Platz acht. 2017 wurde Seiz als Mitglied der kasachischen Nationalmannschaft Asienmeister im Mannschaftszeitfahren.
2020 wechselte er zum Team Mitchelton-Scott, bzw. 2021 zu Team BikeExchange-Jayco, bevor er 2022 zum kasachischen Team Astana, jetzt Astana Qazaqstan Team, zurückkehrte. Bei seinem letzten Rennen, der Tour de Kyushu 2023, gewann er eine Etappe und erstmals die Gesamtwertung eines Etappenrennens.

## Erfolge
2006
- eine Etappe Giro della Valle d’Aosta

2013
- Mannschaftszeitfahren Vuelta a España

2015
- eine Etappe Tour of Hainan

2017
- Asienmeister – Mannschaftszeitfahren

2023
- Gesamtwertung und eine Etappe Tour de Kyushu

## Resultate bei den „Grand Tours“
| Grand Tour            | 2009 | 2010 | 2011 | 2012 | 2013 | 2014 | 2015 | 2016 | 2017 | 2018 | 2019 | 2020 | 2021 | 2022 | 2023 |
| --------------------- | ---- | ---- | ---- | ---- | ---- | ---- | ---- | ---- | ---- | ---- | ---- | ---- | ---- | ---- | ---- |
| Giro d’ItaliaGiro     | 34   | –    | –    | 85   | 106  | 102  | 59   | 33   | 63   | 67   | 26   | –    | –    | –    | –    |
| Tour de FranceTour    | –    | –    | 44   | –    | –    | –    | –    | –    | 44   | –    | –    | –    | –    | 38   | –    |
| Vuelta a EspañaVuelta | –    | 102  | –    | 52   | 81   | 50   | 68   | 31   | –    | 52   | –    | –    | 44   | –    | 38   |

## Teams
- 2008: Astana
- 2009: Astana
- 2010: Astana
- 2011: Pro Team Astana
- 2012: Astana Pro Team
- 2013: Astana Pro Team
- 2014: Astana Pro Team
- 2015: Astana Pro Team
- 2016: Astana Pro Team
- 2017: Astana Pro Team
- 2018: Astana Pro Team
- 2019: Astana Pro Team
- 2020: Mitchelton-Scott
- 2021: Team BikeExchange
- 2022: Astana Qazaqstan Team